# Maxixe

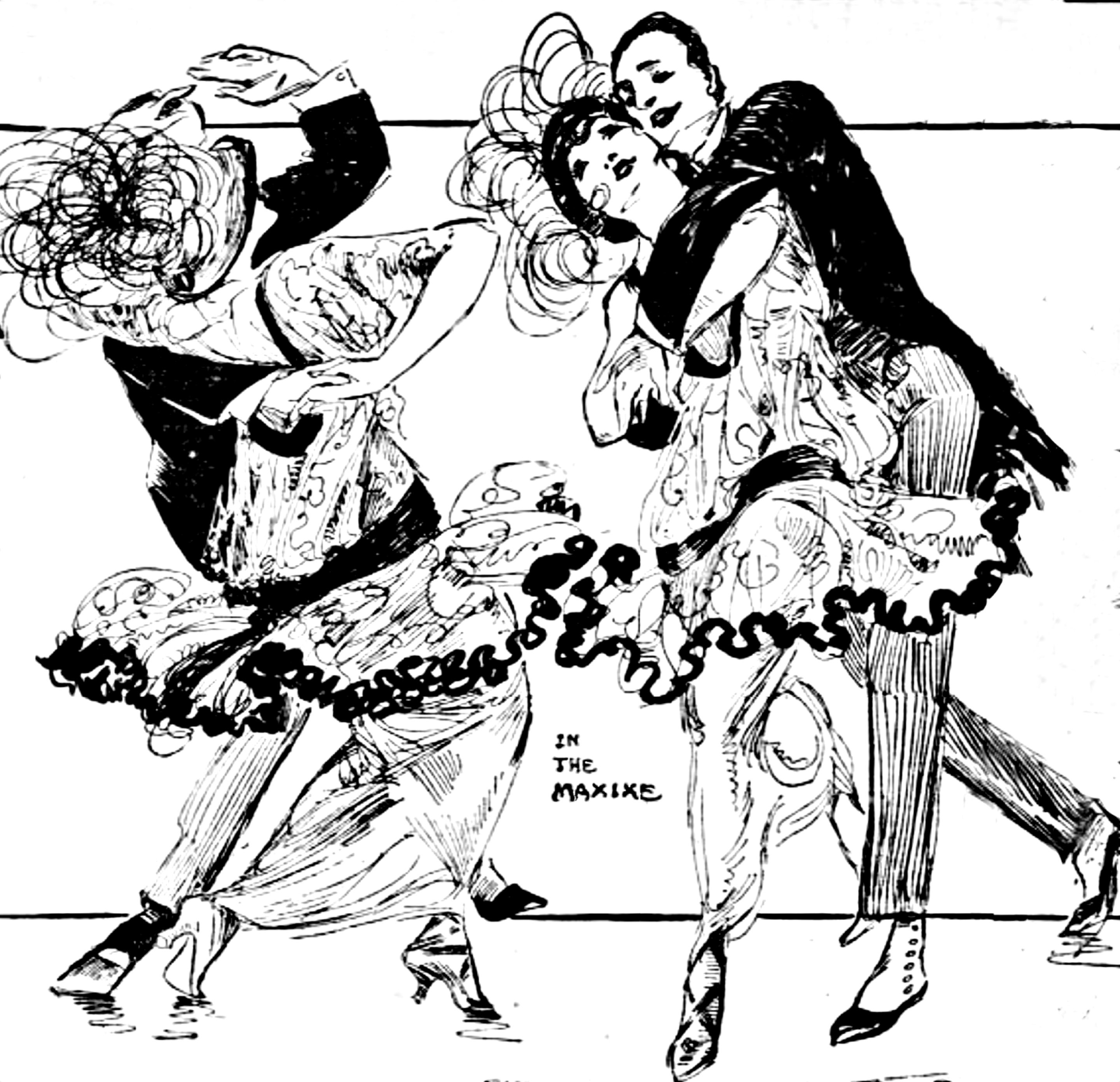
Maxixe; 1914

El maxixe, hispanizado como  machicha (y también conocido como tango brasileño), es un tipo de danza de salón que se baila en pareja. El término define tanto a la forma de bailarlo como a la forma musical. Estaba de moda entre fines de siglo XIX y principios de siglo XX, contemporánea de la polka y de los orígenes del choro y contó con compositores como Ernesto Nazareth, Pixinguinha y Pattapio Silva. La compositora más prominente de maxixes fue Chiquinha Gonzaga.
Según el Diccionario de la Real Academia, es «de ritmo moderado y parecido al tango», y «se puso de moda en Europa y América a principios del siglo xx». Aunque se practicó como baile de salón, es de origen popular y en Brasil recibió el influjo de las danzas de los negros añadiendo pasos enérgicos. Los compositores Gerónimo Giménez y Amadeo Vives compusieron una para su humorada en un acto La gatita blanca (1905), y Sara Montiel cantó una. Se bailaba sobre todo en las fiestas carnavalescas. En Francia lo llamaban matchiche. José Vasconcelos le dedicó uno de los ensayos reunidos en su La Raza cósmica: misión de la raza iberoamericana (1920).

## Historia
Se originó en Río de Janeiro en la década de 1870, aproximadamente cuando el tango también surgía en Argentina y Uruguay, del cual sufrió algunas influencias. Sus comienzos también coinciden con la popularización del scottisch o chotis y la polka. De hecho, es considerado una derivación de la polka o polca, en un intento por complejizar sus pasos de baile y adaptarlos al estilo brasileño.
Fue desarrollado por los esclavos negros que provenían de Maxixe, Mozambique y se la considera una de las primeras danzas urbanas creadas en Brasil. Al principio era considerada una danza prohibida porque la bailaban los esclavos o las prostitutas, por esto fue encubierto muchas veces bajo el nombre de tango.
Su entrada en los salones elegantes de las principales ciudades estaba prohibida, hasta que en 1914 la primera dama (esposa del entonces presidente Hermes da Fonseca), eligió un maxixe para ser interpretado en los jardines del Palacio do Catete.
Luego el género se extendió con gran rapidez y se enriqueció con más variedad de pasos. Bailada en un ritmo rápido de 2/4, también se perciben influencias del lundu, batuque, polca y habanera.

## Instrumentos
La formación instrumental es variable pudiendo haber piano, guitarra, flauta, pandereta, y otros instrumentos de percusión.

## Proyección
Este género tuvo gran éxito en los teatros de revistas de Brasil, pasando a ser un número casi obligatorio. Al igual que el tango, este estilo también fue exportado a Europa y América del Norte a inicios del siglo XX. El samba y la lambada son dos ejemplos de danzas que recibieron influencias del maxixe. Con el tiempo el maxixe se fue fusionando con el choro y el samba hasta desaparecer casi completamente.